# Díly (Vizovická vrchovina)
Díly jsou kopec s nadmořskou výškou 417 m v krajském městě Zlín v pohoří Vizovická vrchovina (geomorfologická oblast Slovensko-moravské Karpaty) ve Zlínském kraji a na Moravě.

## Další informace
Kopec Díly se nachází převážně ve vzrostlém listnatém lese v oblasti Naučně-odpočinkový areál Lazy. U vrcholu se nacházejí malé pískovcové skály, snad pozůstatek dávného kamenolomu. Samotný vrchol, na kterém je kamenný triangulační bod, je předvrcholem nedalekého kopce Vršek (438 m n. m.). V jihozápadních svazích kopce vede trasa žluté turistické značky ze Zlína do Kudlova. V severních svazích a poblíž vrcholu vede trasa okružní naučné stezky Areál Lazy. Vodstvo kopce patří do povodí řeky Dřevnice (přítok řeky Morava). Severozápado-západně od vrcholu je postaven vodojem. Místo je celoročně volně přístupné.

## Galerie

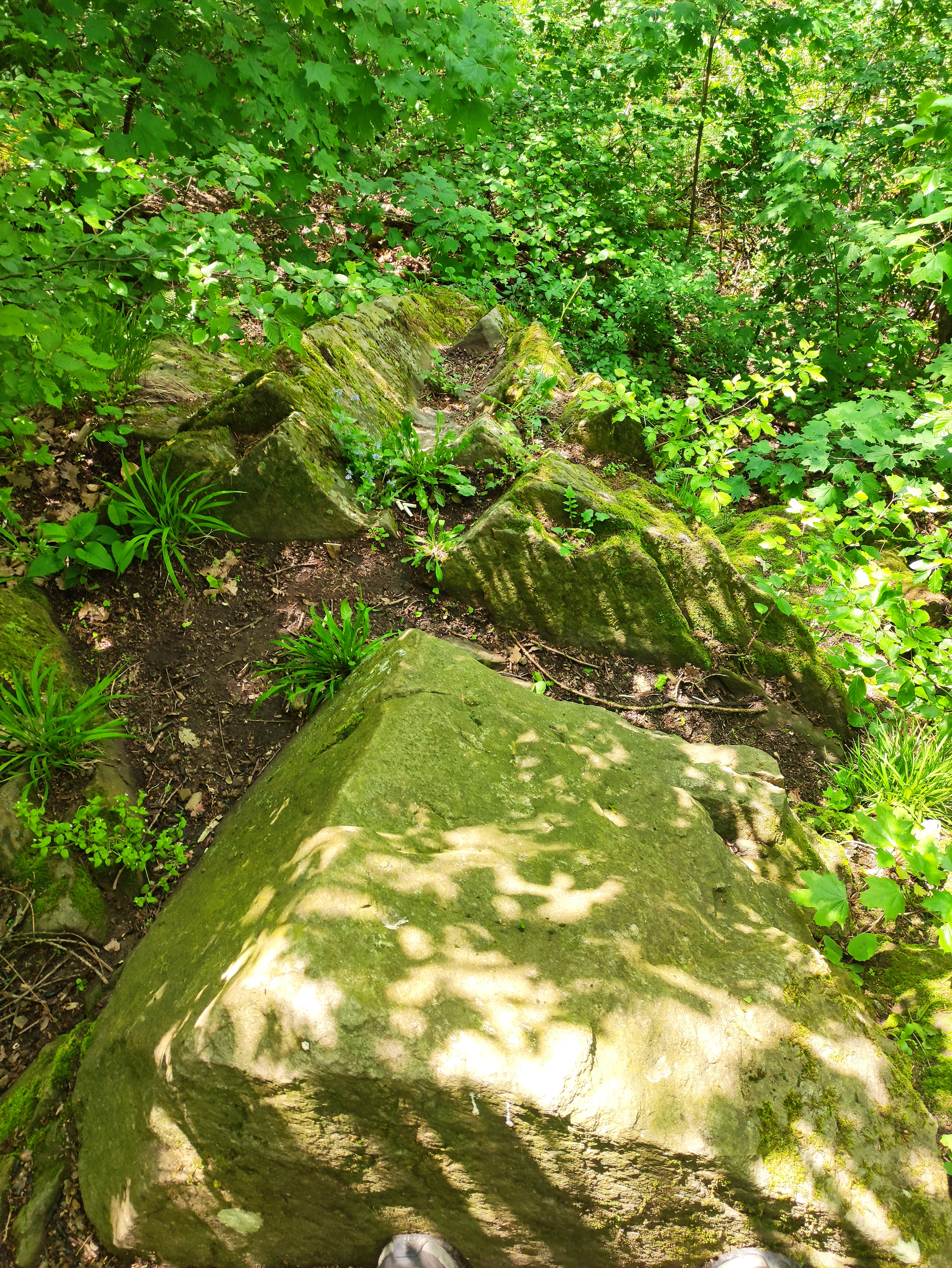
Skalní útvar ve svahu kopce
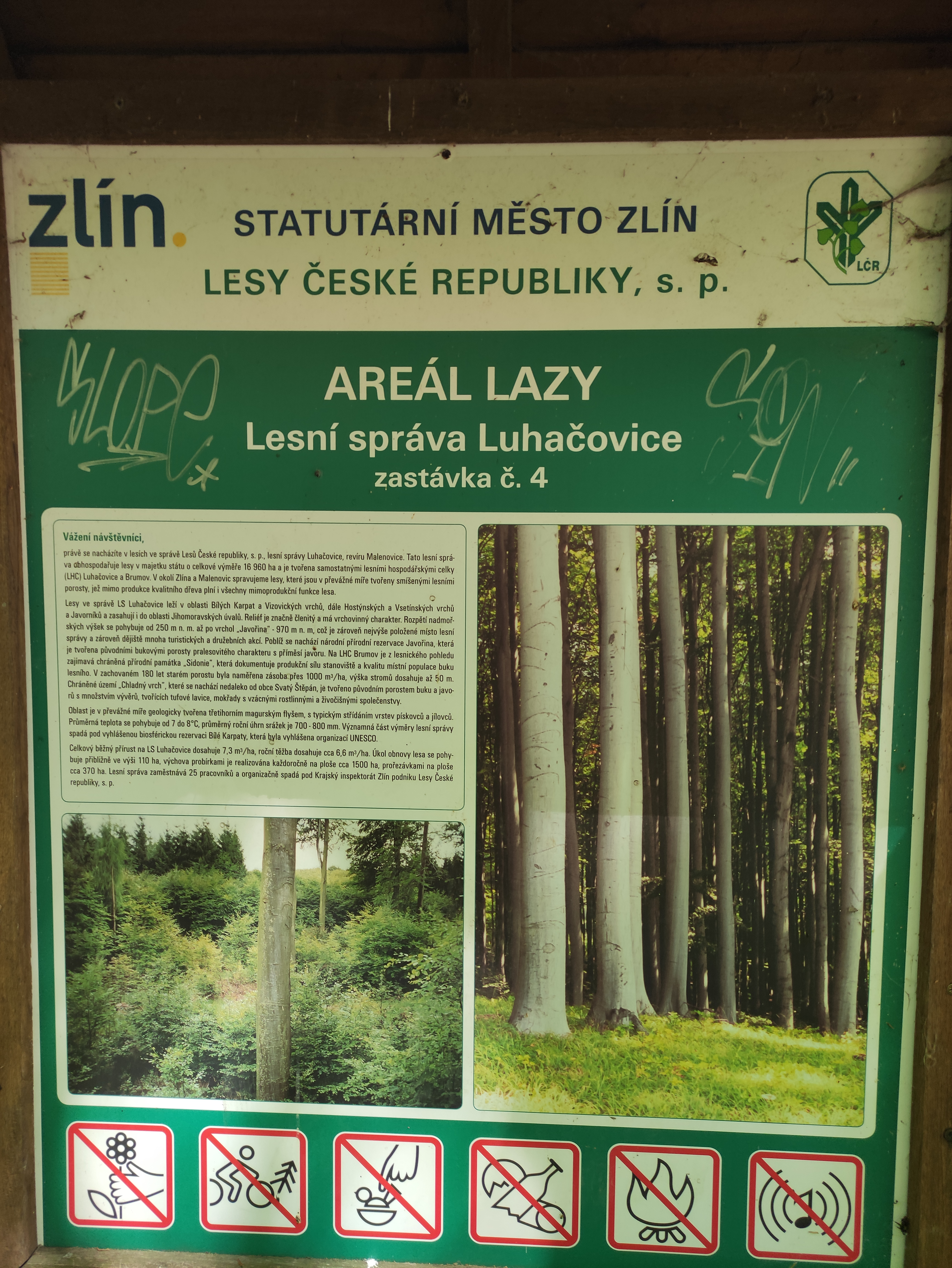
Informační panel na kopci
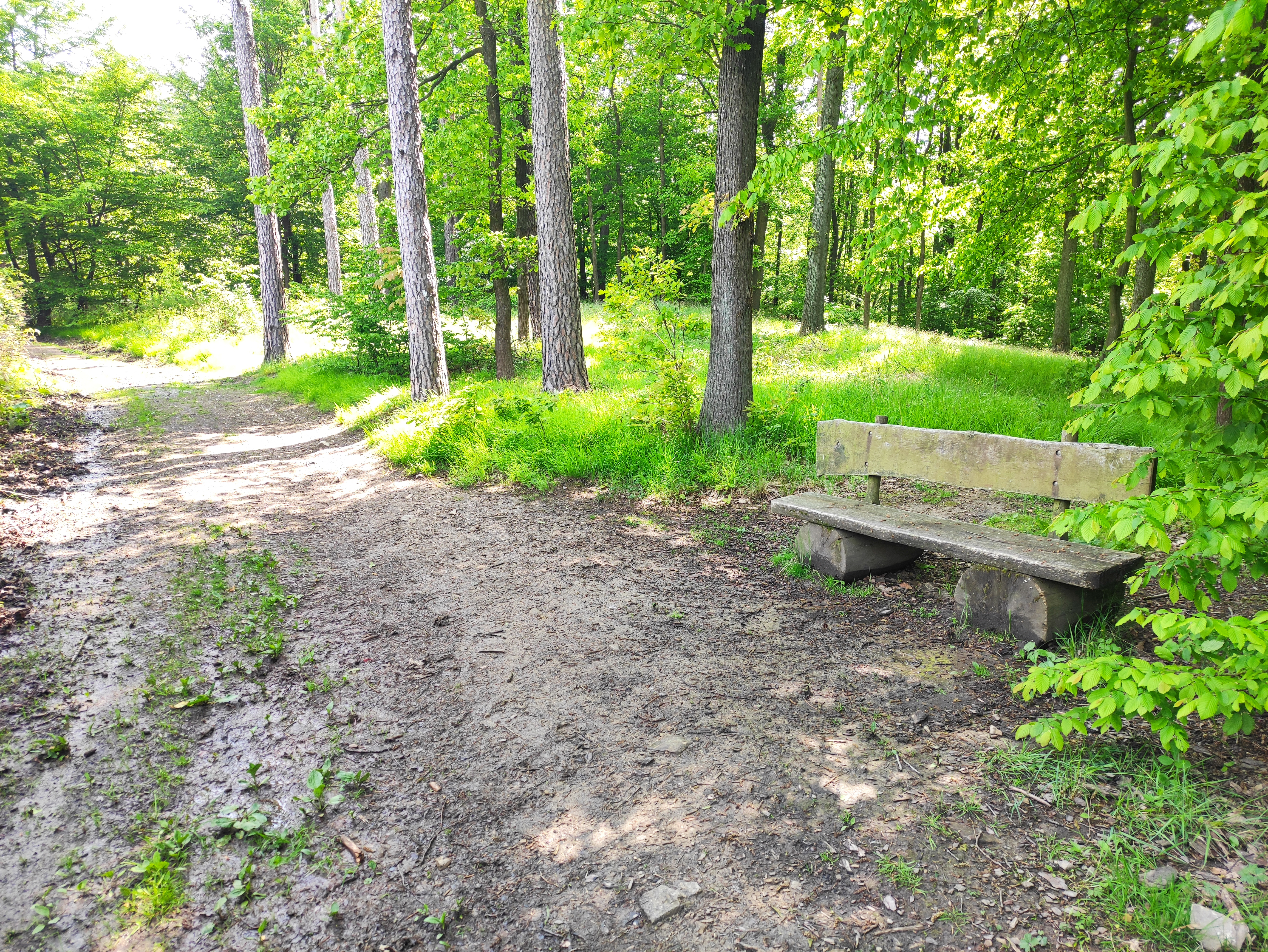
Lavička na vyhlídce ve svahu kopce
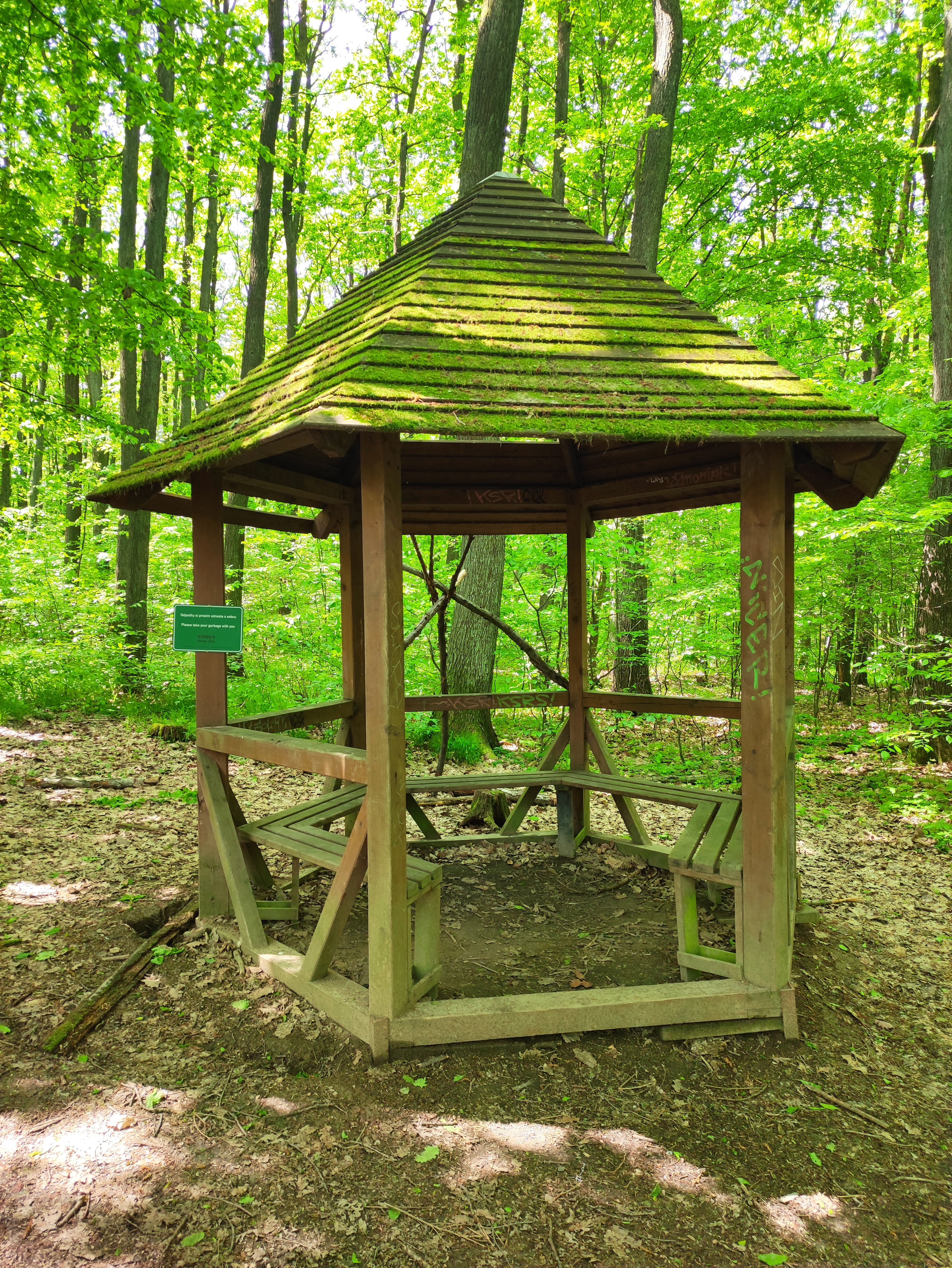
Altán v lese